# Mele Brink

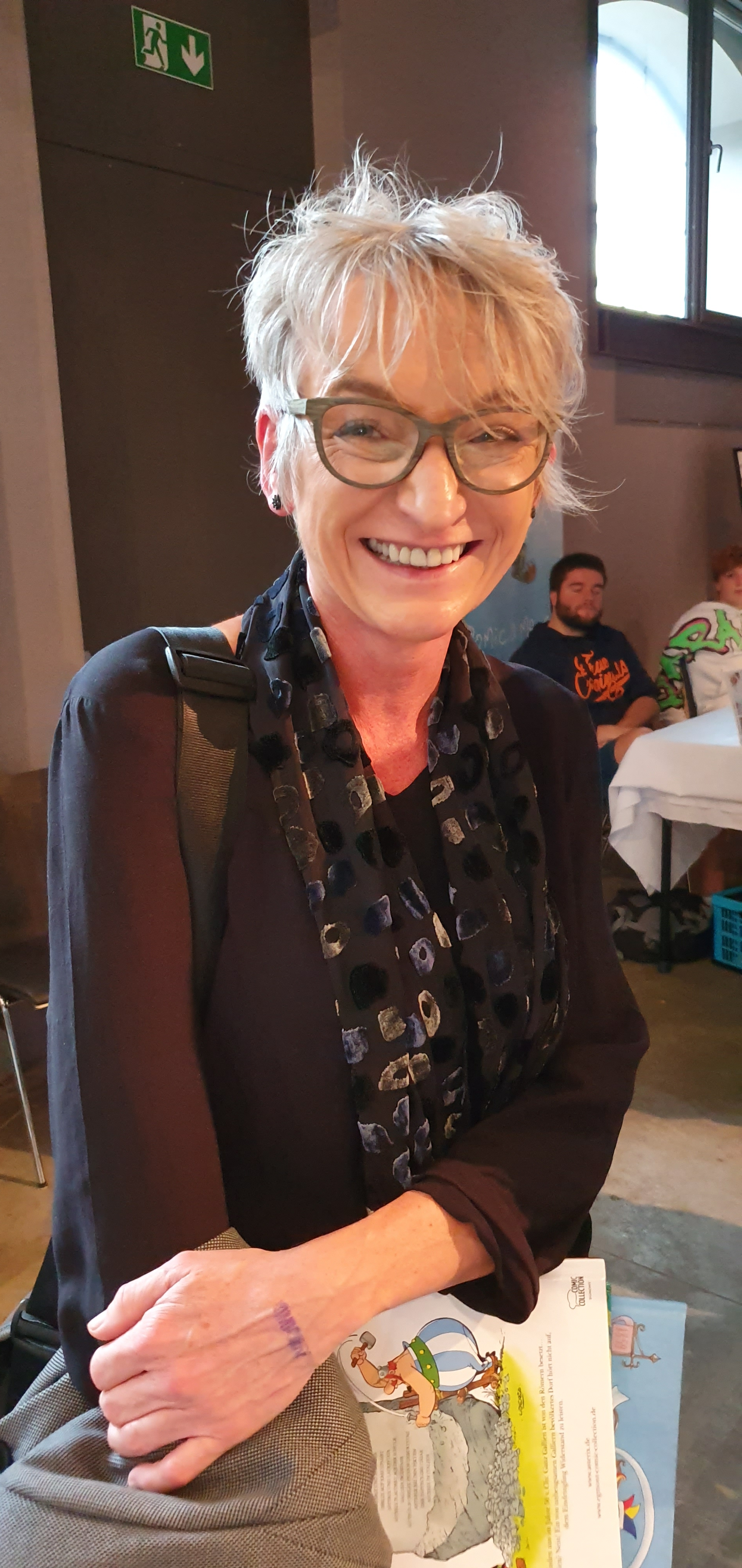
Mele Brink auf der Comiciade Eupen 2019

Mele Brink (* 1968 in Bielefeld) ist eine deutsche Illustratorin und Verlagsleiterin.

## Leben und Wirken
Nach ihrem Abitur studierte Brink Architektur an der RWTH Aachen. Seit 1998 entschied sie sich jedoch für die kreative Kunst und machte sich als Illustratorin selbstständig.
Dabei bevorzugt sie heitere Illustrationen, Cartoons und Comics für Kinder und zeichnet meist mit Tusche und Aquarell, manchmal auch mit Kreiden, dagegen seltener am Rechner. Neben mehreren eigenen Ausgaben als Autorin und Zeichnerin illustriert sie vor allem die Kinderbücher anderer Künstler und Künstlerinnen. Darüber hinaus illustriert sie Schulbücher. Bis 2022 gestaltete sie den Internetauftritt, Comics („Rucky Reiselustig“) und die Arbeitsmaterialien für die Kinderfastenaktion von Misereor. Seit 2023 ist Alfred Neuwald dafür verantwortlich.
Zwischenzeitlich hatte sie sich im Kunst- und Kulturzentrum Monschau ein Atelier eingerichtet und zog später nach Aachen, wo sie im Jahr 2011 zusammen mit Bernd Held die Edition Pastorplatz gegründet hat. Darüber hinaus nahm sie in den Jahren 2014, 2016, 2018 in Aachen sowie 2019 in Eupen an der international besetzten Comiciade teil.

### Edition Pastorplatz
Die 2011 von Mele Brink und Bernd Held gegründete Edition Pastorplatz mit Sitz in Aachen im Frankenberger Viertel versteht sich als Herausgeber von stark bebilderten Kinderbüchern, Vorlesebüchern und Erstlesebüchern sowie Cartoons für die Altersklassen von drei bis zehn Jahren. Neben Nele Brink veröffentlichen derzeit rund 34 Autoren und Autorinnen ihre Schriften in der Edition, darunter so bekannte wie Brigitte Endres und Ralf Alex Fichtner. Pro Jahr erscheinen seit der Eröffnung rund sechs bis acht Neuausgaben.
Die Edition Pastorplatz produziert Kinderbücher ausschließlich als großformatige Hardcover-Ausgaben und ist mit aktuellen Ausgaben stets auf den großen Buchmessen wie der Leipziger Buchmesse oder der Frankfurter Buchmesse vertreten.

## Publikationen (Auswahl)

### Als Verfasserin
- Wie is' es dir? – Gefühl auf Packpapier, Edition Pastorplatz, Aachen 2012, ISBN 978-3-943833-03-4
- Tofuwurst – eine Biographie, Edition Pastorplatz, Aachen 2012, ISBN 978-3-943833-00-3
- Spässle g'macht – Cartoons, Edition Pastorplatz, Aachen 2012, ISBN 978-3-943833-02-7
- Ich & Ich – zwei auf Packpapier, Edition Pastorplatz, Aachen 2012, ISBN 978-3-943833-05-8
- Ich & Du – zwei auf Packpapier, Edition Pastorplatz, Aachen 2014, ISBN 978-3-943833-06-5
- Die Wurst im Film, zusammen mit Bernd Held, Edition Pastorplatz, Aachen 2016, ISBN 978-3-943833-14-0

### Als Illustratorin
- Simone Kettendorf: Frosch Mahlzeit! –die Geschichte von Friedel, dem Frosch, der keine Fliegen mag, Edition Pastorplatz, Aachen 2014, ISBN 978-3-943833-07-2
- Claudia Mende: Tom und der Waldschrat, Edition Pastorplatz, Aachen 2015, ISBN 978-3-943833-10-2
- Stadt Alfeld: Räuber Lippold und Co. Sagen rund um Alfeld an der Leine, Edition Pastorplatz, Aachen 2016, ISBN 978-3-943833-04-1.
- Asja Bonitz: Myka und die Versteckschule, Edition Pastorplatz, Aachen 2015, ISBN 978-3-943833-13-3
- Asja Bonitz: Ballula Kugelfee, Edition Pastorplatz, Aachen 2016, ISBN 978-3-943833-16-4
- Gordon Detels: Pia Pinselohr, Edition Pastorplatz, Aachen 2017, ISBN 978-3-943833-19-5
- Silke Farmer: Müffelmax, Edition Pastorplatz, Aachen 2017, ISBN 978-3-943833-22-5
- Asja Bonitz: Lilly, die Lügenmaus [durchgestrichen] Lesemaus, Edition Pastorplatz, Aachen 2018, ISBN 978-3-943833-27-0
- Simone Kettendorf: Friedel, Freude, Eierkuchen? – sei bloß (k)ein Frosch!, Edition Pastorplatz, Aachen 2018, ISBN 978-3-943833-28-7
- Asja Bonitz: Das Staubmaushaus, Edition Pastorplatz, Aachen 2018, ISBN 978-3-943833-25-6
- Tine Ziegler: Spinnst Du schon?, Edition Pastorplatz, Aachen 2019, ISBN 978-3-943833-31-7
- Petra Steckelmann: Ich bin Mimi!, Edition Pastorplatz, Aachen 2019, ISBN 978-3-943833-30-0
- Andrea Behnke: Herr Bort, der Katzenschreck, Edition Pastorplatz, Aachen 2019, ISBN 978-3-943833-33-1
- Brigitte Endres: Gallina träumt vom Fliegen, Edition Pastorplatz, Aachen 2020, ISBN 978-3-943833-40-9
- Andrea Behnke: Den Bauch voller Töne, Edition Pastorplatz, Aachen 2020, ISBN 978-3-943833-41-6
- Petra Steckelmann: Katzentheater, Edition Pastorplatz, Aachen 2021, ISBN 978-3-943833-45-4